# Старое (Торопецкий район)
Старое — деревня в Торопецком районе Тверской области. Входит в состав Плоскошского сельского поселения.

## История
На топографической карте Фёдора Шуберта, изданной в 1871 году обозначено сельцо Старое.
На карте РККА 1923—1941 годов обозначена деревня Старое. Имела 7 дворов.
В 2005—2013 годах входила в состав Волокского сельского поселения.

## География
Расположена примерно в 3 километрах к северо-западу от села Волок на реке Канашевка.

## Население
| 2010 |
| ---- |
| 5    |

Население по переписи 2002 года — 18 человек.